# Biserica Sfântul Nicolae din Făgăraș
Biserica Sf. Nicolae din Făgăraș este un monument istoric aflat pe teritoriul municipiului Făgăraș. În Repertoriul Arheologic Național monumentul apare cu codul 40287.06.
Biserica a fost construită de Constantin Brâncoveanu. După unirea cu Biserica Romei episcopul Ioan Giurgiu Patachi a mutat sediul episcopiei de la Alba Iulia la Făgăraș, unde a ridicat la rang de catedrală episcopală biserica „Sf. Nicolae”. Atunci titulatura episcopiei a fost schimbată în Episcopia de Făgăraș și Alba Iulia, care s-a păstrat până în prezent.
Episcopul Ioan Giurgiu a obținut de la papa Inocențiu al XIII-lea, prin Bulla Rationi congruit din 1721, canonizarea independenței Episcopiei de Făgăraș și Alba Iulia față de Arhidieceza de Alba Iulia și supunerea ei formală față de Arhiepiscopia de Esztergom.
Instalarea noului episcop unit a avut loc la Făgăraș de sărbătoarea Schimbării la Față, în ziua de 6 august17 august 1723. Instalarea s-a făcut prin citirea, în limba română, a Bullei episcopale și a Diplomei imperiale, iar preoții și protopopii au săvârșit slujba în rit bizantin, în limba română.
Biserica „Sf. Nicolae” a servit drept catedrală episcopală din 1723 până în 1737. Aici a slujit și episcopul Ioan Inocențiu Micu-Klein, cel care a hotărât mutarea sediului episcopal de la Făgăraș la Blaj, unde a ridicat ulterior Catedrala „Sfânta Treime”. Biserica „Sf. Nicolae” din Făgăraș a devenit biserică vicarială, sediu al vicariatului greco-catolic de Făgăraș. Protopopul Valer Comșa (1877-1922) a fost conducătorul delegației făgărășene la Marea Adunare Națională de la Alba Iulia.
Din 1948, când autoritățile comuniste au interzis Biserica Română Unită cu Roma, Greco-Catolică, lăcașul a fost dat în posesia Bisericii Ortodoxe Române.
Între anii 1994-1998 s-a realizat restaurarea și recondiționarea picturii bisericii. Restauratori au fost pictorii Virginia Videa și Gheorghe Zaharia. Restaurarea iconostasului a fost făcută de către pictorul Dorin Handrea din București.

## Galerie de imagini

Fațada Bisericii Sfântul Nicolae din Făgăraș